# Victoriacum
Victoriacum o Victoriaco fue una ciudad fundada el año 581 por el rey visigodo Leovigildo, en algún lugar de Vasconia, sobre cuya identificación fluctúan los pareceres de los historiadores, como celebración de la victoria contra los vascones y para controlar su territorio.
Esta afirmación se basa en el siguiente texto:

...Anno V Tiberii, qui est Leovegildi XIII annus, [...] Leovegildus rex partem Vasconiae occupat et civitatem, quae Victoriacum nuncupatur, condidit...

A. Barbero y M. Vigil opinan que pudo tratarse del oppidum de Iruña-Veleia, la Veleia de Ptolomeo, complejo romano de gran importancia en tierras alavesas, a 11 km de Vitoria.
Otras fuentes, sobre todo procedentes del campo de la filología, opinan que Victoriaco estaba en una zona cercana, probablemente a los pies del monte Gorbea, donde hay un pueblo llamado Vitoriano en el municipio alavés de Zuya. Para la mayoría de los historiadores, esta teoría está descartada, ya que se tiene información anterior de Vitoriano, en concreto del año 574, cuando Leovigildo ayuda a sus pobladores a amurallarlo, para defenderlo contra los vascones.
Según otra hipótesis, basada en similitudes fonéticas, se ha supuesto también que la ciudad se fundó en lo que es ahora la capital alavesa, Vitoria. Sin embargo, el nombre de Vitoria es de creación posterior, ya que aparece por primera vez en el año 1181, en la carta fundacional de la ciudad. El texto que lo contiene dice:

«...in praefata villa cui novum nomen imposui scilicet Victoria, quae antea vocabatur Gasteiz.»
«...en la susodicha ciudad a la que impuse el nuevo nombre de Victoria, que antes se llamaba Gasteiz».

El nombre del nuevo asentamiento Victoriacum ofrece información importante de la época. Su nombre lo asociaba con la ideología del triunfo, doblando los lemas de las monedas del rey que le iban a presentar de inmediato unido a la  palabra «victoria».
El nombre dado a la nueva ciudad es, desde el punto de vista lingüístico, un híbrido, formado de una palabra latina, victoria, pero con una desinencia céltica, -acum, típica de topónimos de época imperial ubicados en área lingüística celta (habitualmente fundus de ex veteranos legionarios).
La anomalía de un topónimo celtizante en una zona que se piensa que estaba en vías de vasconizarse, plantea una vez más el problema de la cronología y modo de la vasconización del actual País Vasco, de tal forma que en esas fechas se adivina un panorama lingüístico y étnico bastante heterogéneo.